# Gouvernement Zarqa

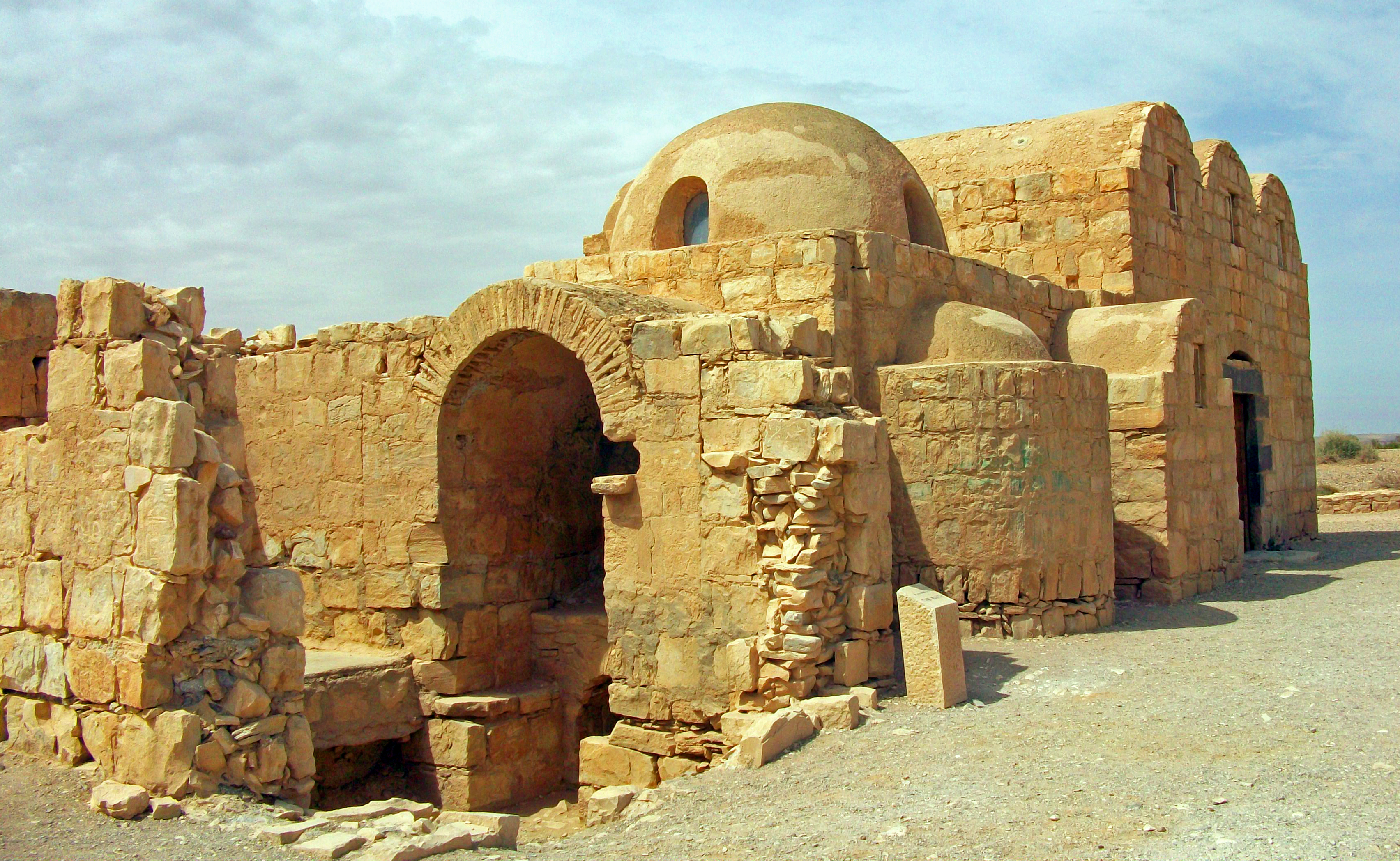
Wüstenschloss Qusair ʿAmra

Das Gouvernement Zarqa (arabisch محافظة الزرقاء, DMG Muḥāfaẓat az-Zarqāʾ) ist eines der zwölf Gouvernements Jordaniens. Sitz der Gouvernementsverwaltung ist Zarqa.
Das Gouvernement umfasst eine Fläche von 4.761 km² und hat eine Bevölkerung von 1.545.100 (Stand: Ende 2020).

## Geschichte
Das Gebiet ist seit der Bronzezeit von Menschen besiedelt und erlebte die Herrschaft verschiedener Reiche wie denen der Ammoniter, Nabatäer, Römer und der Umayyaden. Aus letzteren stammt das Wüstenschloss Qusair ʿAmra, das zum UNESCO-Weltkulturerbe gehört.
Nach dem Bau der Hedschasbahn durch die Osmanen zu Beginn des 20. Jahrhunderts entwickelte sich Zarqa zu einem strategisch wichtigen Knotenpunkt, der Damaskus mit Medina verband. Die Städte entlang der Eisenbahn blühten auf. Später hatte Jordaniens Arabische Legion, angeführt von Glubb Pascha, ihre Hauptbasis in Zarqa.

## Geografie
Das Gouvernement Zarqa grenzt im Norden und Nordosten an das Gouvernement Mafraq, im Süden und Südwesten an das Gouvernement Amman und im Westen an das Gouvernement Dscharasch und das Gouvernement al-Balqa. Es hat auch eine internationale Grenze mit Saudi-Arabien im Südosten.
Der größte Teil des vom Gouvernorat abgedeckten Gebiets ist Teil des syrischen Wüstenplateaus. Die dicht besiedelten westlichen Regionen des Gouvernorats gehören zum Einzugsgebiet des Zarqa-Flusses. Die beiden Städte Zarqa und Russeifa sind die zweit- und viertgrößten Städte in Jordanien.
Die Muwaffaq Salti Air Base befindet sich innerhalb des Gouvernement.

## Demografie
Die Bevölkerung lebt zu mehr als 90 % in Städten und ist wie in anderen Teilen des Landes stark im Wachsen begriffen.
| Jahr          | Einwohnerzahl |
| ------------- | ------------- |
| 1994 (Zensus) | 639.469       |
| 2004 (Zensus) | 764.650       |
| 2015 (Zensus) | 1.364.878     |